# 1,4-alfa-glucano 6-alfa-glucosiltransferasi
La 1,4-alfa-glucano 6-alfa-glucosiltransferasi è un enzima appartenente alla classe delle transferasi, che catalizza la seguente reazione:
Trasferisce un residuo α-D-glucosile di un 1,4-α-D-glucano al gruppo idrossile primario del glucosio, libero o legato in un 1,4-α-D-glucano.